# Scotty Munro Memorial Trophy
Scotty Munro Memorial Trophy je hokejová trofej udělovaná každoročně nejlepšímu týmu základní části juniorské ligy Western Hockey League.

## Držitelé Scotty Munro Memorial Trophy
- Modře označení byli současně vítězi Ed Chynoweth Cupu

| Sezóna  | Vítěz                  | Body     |
| 2017-18 | Moose Jaw Warriors     | 109 bodů |
| 2016-17 | Regina Pats            | 112 bodů |
| 2015-16 | Victoria Royals        | 106 bodů |
| 2014-15 | Brandon Wheat Kings    | 114 bodů |
| 2013–14 | Kelowna Rockets        | 118 bodů |
| 2012–13 | Portland Winterhawks   | 117 bodů |
| 2011–12 | Edmonton Oil Kings     | 107 bodů |
| 2010–11 | Saskatoon Blades       | 115 bodů |
| 2009–10 | Calgary Hitmen         | 107 bodů |
| 2008–09 | Calgary Hitmen         | 122 bodů |
| 2007–08 | Tri-City Americans     | 108 bodů |
| 2006–07 | Everett Silvertips     | 111 bodů |
| 2005–06 | Medicine Hat Tigers    | 103 bodů |
| 2004–05 | Kootenay Ice           | 104 bodů |
| 2003–04 | Kelowna Rockets        | 98 bodů  |
| 2002–03 | Kelowna Rockets        | 109 bodů |
| 2001–02 | Red Deer Rebels        | 100 bodů |
| 2000–01 | Red Deer Rebels        | 114 bodů |
| 1999–00 | Calgary Hitmen         | 120 bodů |
| 1998–99 | Calgary Hitmen         | 110 bodů |
| 1997–98 | Portland Winter Hawks  | 111 bodů |
| 1996–97 | Lethbridge Hurricanes  | 97 bodů  |
| 1995–96 | Brandon Wheat Kings    | 105 bodů |
| 1994–95 | Kamloops Blazers       | 110 bodů |
| 1993–94 | Kamloops Blazers       | 106 bodů |
| 1992–93 | Swift Current Broncos  | 100 bodů |
| 1991–92 | Kamloops Blazers       | 106 bodů |
| 1990–91 | Kamloops Blazers       | 102 bodů |
| 1989–90 | Kamloops Blazers       | 112 bodů |
| 1988–89 | Swift Current Broncos  | 111 bodů |
| 1987–88 | Saskatoon Blades       | 97 bodů  |
| 1986–87 | Kamloops Blazers       | 113 bodů |
| 1985–86 | Medicine Hat Tigers    | 109 bodů |
| 1984–85 | Prince Albert Raiders  | 119 bodů |
| 1983–84 | Kamloops Junior Oilers | 100 bodů |
| 1982–83 | Saskatoon Blades       | 105 bodů |
| 1981–82 | Lethbridge Broncos     | 100 bodů |
| 1980–81 | Victoria Cougars       | 121 bodů |
| 1979–80 | Portland Winter Hawks  | 107 bodů |
| 1978–79 | Brandon Wheat Kings    | 125 bodů |
| 1977–78 | Brandon Wheat Kings    | 106 bodů |
| 1976–77 | Brandon Wheat Kings    | 116 bodů |
| 1975–76 | New Westminster Bruins | 112 bodů |
| 1974–75 | Victoria Cougars       | 99 bodů  |
| 1973–74 | Regina Pats            | 97 bodů  |
| 1972–73 | Saskatoon Blades       | 103 bodů |
| 1971–72 | Calgary Centennials    | 101 bodů |
| 1970–71 | Edmonton Oil Kings     | 91 bodů  |
| 1969–70 | Flin Flon Bombers      | 84 bodů  |
| 1968–69 | Flin Flon Bombers      | 94 bodů  |
| 1967–68 | Flin Flon Bombers      | 99 bodů  |
| 1966–67 | Edmonton Oil Kings     | 78 bodů  |